# 171
171（一百七十一）是170與172之間的自然數。

## 在數學中
- 合數，正因數有1、3、9、19、57和171。
質因數分解為{\displaystyle 3^{2}\times 19}。
- 虧數，真因數和為89，虧度為82。
- 不尋常數，大於平方根的質因數為19。
- 第53個十进制的哈沙德數。前一個為162、下一個為180。
- 第90個十进制的奢侈數。前一個為170、下一個為172。
- 第18個三角形數
- 迴文數